# Olympische Sommerspiele 1988/Teilnehmer (Portugal)
| Gelbes Symbol für Goldmedaillen mit stilisierten Olympischen Ringen | Graues Symbol für Silbermedaillen mit stilisierten Olympischen Ringen | Braundes Symbol für Bronzemedaillen mit stilisierten Olympischen Ringen |
| ------------------------------------------------------------------- | --------------------------------------------------------------------- | ----------------------------------------------------------------------- |
| 1                                                                   | —                                                                     | —                                                                       |

Portugal nahm an den Olympischen Sommerspielen 1988 in Seoul, Südkorea, mit einer Delegation von 64 Sportlern (55 Männer und neun Frauen) teil.

## Medaillengewinner

### Gold
| Name      | Sportart       | Wettkampf        |
| --------- | -------------- | ---------------- |
| Rosa Mota | Leichtathletik | Frauen, Marathon |

## Teilnehmer nach Sportarten

### Bogenschießen
- Carlos Reis
Einzel: 66. Platz

- Rui Santos
Einzel: 70. Platz

- Ana de Sousa
Frauen, Einzel: 37. Platz

### Fechten
- José Bandeira
Florett, Einzel: 55. Platz
Degen, Einzel: 67. Platz

- Roberto Durão
Degen, Einzel: 60. Platz

- Óscar Pinto
Degen, Einzel: 74. Platz

### Gewichtheben
- Paulo Duarte
Leichtgewicht: 14. Platz

### Judo
- Renato Santos
Superleichtgewicht: 14. Platz

- Hugo d'Assunção
Leichtgewicht: 13. Platz

- Pedro Cristóvão
Halbmittelgewicht: 20. Platz

### Kanu
- José Garcia
Einer-Kajak, 500 Meter: Viertelfinale
Einer-Kajak, 1000 Meter: Halbfinale

- António Brinco
Zweier-Kajak, 1000 Meter: Viertelfinale

- Eduardo Gomes
Zweier-Kajak, 1000 Meter: Viertelfinale

### Leichtathletik
- Luís Cunha
100 Meter: Vorläufe
200 Meter: Vorläufe

- Pedro Agostinho
100 Meter: Vorläufe
4 × 100 Meter: Halbfinale

- Luís Barroso
200 Meter: Viertelfinale
4 × 100 Meter: Halbfinale

- Filipe Lombá
400 Meter: Vorläufe
4 × 400 Meter: Halbfinale

- Álvaro Silva
800 Meter: Halbfinale
4 × 400 Meter: Halbfinale

- António Abrantes
800 Meter: Vorläufe
4 × 400 Meter: Halbfinale

- Mário Silva
1500 Meter: 9. Platz

- Domingos Castro
5000 Meter: 4. Platz

- José Regalo
5000 Meter: DNF im Finale

- Fernando Couto
5000 Meter: Vorläufe

- António Pinto
10.000 Meter: 13. Platz

- Ezequiel Canário
10.000 Meter: Vorläufe

- Dionísio Castro
10.000 Meter: Vorläufe

- Joaquim Silva
Marathon: 27. Platz

- Paulo Catarino
Marathon: DNF

- João Lima
110 Meter Hürden: Vorläufe

- Arnaldo Abrantes
4 × 100 Meter: Halbfinale

- Pedro Miguel Curvelo
4 × 100 Meter: Halbfinale

- Paulo Miguel Curvelo
4 × 400 Meter: Halbfinale

- José Urbano
20 Kilometer Gehen: 29. Platz

- José Pinto
20 Kilometer Gehen: 31. Platz
50 Kilometer Gehen: 21. Platz

- Hélder Oliveira
20 Kilometer Gehen: 39. Platz

- José Leitão
Weitsprung: 31. Platz in der Qualifikation
Dreisprung: 31. Platz in der Qualifikation

- Fernanda Ribeiro
Frauen, 3000 Meter: Vorläufe

- Albertina Machado
Frauen, 10.000 Meter: 9. Platz

- Albertina Dias
Frauen, 10.000 Meter: 10. Platz

- Rosa Mota
Frauen, Marathon: Gold

- Conceição Ferreira
Frauen, Marathon: 20. Platz

### Moderner Fünfkampf
- Manuel Barroso
Einzel: 34. Platz

### Reiten
- Manuel da Costa
Springreiten, Einzel: Finale

### Rhythmische Sportgymnastik
- Patrícia Jorge
Einzel: 30. Platz in der Qualifikation

### Ringen
- José Marques
Fliegengewicht, griechisch-römisch: 2. Runde

### Schießen
- João Rebelo
Trap: 18. Platz

- Hélder Cavaco
Trap: 37. Platz

### Schwimmen
- Paulo Trindade
50 Meter Freistil: 30. Platz

- Sérgio Esteves
50 Meter Freistil: 31. Platz
4 × 100 Meter Freistil: 14. Platz

- Artur Costa
1500 Meter Freistil: 30. Platz

- Mabílio Albuquerque
4 × 100 Meter Freistil: 14. Platz

- Henrique Villaret
4 × 100 Meter Freistil: 14. Platz

- Vasco Sousa
4 × 100 Meter Freistil: 14. Platz

- Alexandre Yokochi
100 Meter Brust: 40. Platz
200 Meter Brust: 9. Platz

- Mabílio Albuquerque
100 Meter Schmetterling: 33. Platz

- Paulo Camacho
100 Meter Schmetterling: 37. Platz

- Diogo Madeira
200 Meter Schmetterling: 26. Platz
200 Meter Lagen: 28. Platz
400 Meter Lagen: 26. Platz

- João Santos
200 Meter Schmetterling: 29. Platz

- Rui Borges Borges
400 Meter Lagen: 22. Platz

- Sandra Neves
Frauen, 100 Meter Schmetterling: 27. Platz
Frauen, 200 Meter Schmetterling: 18. Platz

### Segeln
- Luís Caliço
Windsurfen: 19. Platz

- Henrique Anjos
Star: 15. Platz

- Patrick de Barros
Star: 15. Platz

### Turnen
- Hélder Pinheiro
Einzelmehrkampf: 85. Platz in der Qualifikation
Barren: 84. Platz in der Qualifikation
Boden: 83. Platz in der Qualifikation
Pferdsprung: 88. Platz in der Qualifikation
Reck: 88. Platz in der Qualifikation
Ringe: 88. Platz in der Qualifikation
Seitpferd: 51. Platz in der Qualifikation

- Sónia Moura
Frauen, Einzelmehrkampf: 82. Platz in der Qualifikation
Frauen, Boden: 83. Platz in der Qualifikation
Frauen, Pferdsprung: 73. Platz in der Qualifikation
Frauen, Schwebebalken: 79. Platz in der Qualifikation
Frauen, Stufenbarren 84. Platz in der Qualifikation